# William Hjortsberg
William Reinhold „Gatz” Hjortsberg (ur. 23 lutego 1941 w Nowym Jorku, zm. 22 kwietnia 2017 w Livingston) – amerykański powieściopisarz i scenarzysta filmowy.  

## Życiorys
Był jedynym dzieckiem szwedzkiego restauratora i szwajcarskiej kobiety. Uczęszczał do Dartmouth College, Yale School of Drama (gdzie poznał Thomasa McGuane'a) oraz był stypendystą Stegnera na Uniwersytecie Stanforda. Trzykrotnie się żenił, miał syna i córkę.
Jego piątą książką, Falling Angel (polski tytuł: Harry Angel) wydana w 1978, później została przeniesiona na ekran w 1987 pod tytułem Angel Heart (polski tytuł: Harry Angel). W filmie główną rolę zagrał Mickey Rourke, a w rolach drugoplanowych wystąpili Robert De Niro i Lisa Bonet. Choć tytuł oparty był na powieści, wprowadzone zostały liczne zmiany względem oryginalnego materiału, co było spowodowane m.in. możliwością zmniejszenia kosztów produkcji.
W 2015 powieść została również zaadaptowana na operę, skomponowaną przez J. Marka Scearce'a z librettem Lucy Thurber.
W 2020, pośmiertnie, opublikowano kontynuację powieści Harry Angel pt. Angel’s Inferno.

## Śmierć
Zmarł 22 kwietnia 2017 na raka trzustki.

## Publikacje
- Alp (1969)
- Gray Matters (1971)
- Symbiography (1973)
- Toro! Toro! Toro! (1974)
- Falling Angel (1978; polskie wydanie: Harry Angel, 1997[10])
- Tales & Fables (1985)
- Nevermore (1994; polskie wydanie: Nigdy już, 1999[11])
- Mañana (2015)
- Angel's Inferno (2020)

## Scenariusze
- Bimbrowy interes (1977)[12]
- The Georgia Peaches (1980) (TV)[13]
- Legenda (1985)